# Waiofar de Aquitania
Waiofar, también escrito Waifar, Waifer o Waiffre (muerto 768), fue el último duque independiente de Aquitania y Vasconia de 745 a 768. Sucedió pacíficamente a su padre, Hunald I, después de que este entrara en un monasterio. Heredó también el conflicto con la ascendiente dinastía Carolingia y su dirigente, Pipino el Breve, que fue rey de los francos desde 751 y por ello soberano nominal de Waiofar.

## Guerra con Pipino

Francia y otros territorios bajo influencia franca en 714

### 752–60
El inicio del conflicto abierto entre Waiofar y Pipino puede fecharse en 753, cuando el duque de Aquitania concedió asilo al hermano de Pipino, Grifón después de que este último abandonara Francia debido a su fallido intento de usurpar el Ducado de Baviera a su legítimo señor. La inmediata reacción de Pipino no ha quedado registrada, pero Grifón fue asesinado mientras se preparaba para en Aquitania para viajar a Roma.
En 751, según la Crónica de Moissac, Waiofar saqueó Narbona (Narbonam depraedat), el centro del gobierno islámico al norte de los Pirineos, tras haber sido conquistada por los árabes en 720. Al año siguiente muchas otras ciudades anteriormente visigodas al norte de los Pirineos, bajo un tal conde Ansemundo, pasaron a manos francas. Entre 752 y 759, las fuerzas de Pipino asediaron Narbona. Por  razones desconocidas, Waiofar atacó a Pipino mientras estaba acampado en los alrededores de la ciudad, "como su padre había atacado a Carlos Martel" en palabras de los Anales de Aniane. Sólo las fuentes locales, la Crónica de Moissac y los Anales de Aniane, registran este ataque. A pesar de que la Crónica de Uzès registra que Rouergue fue conquistada por Pipino en 754, durante el asedio de Narbona, es más probablemente que esta conquista fuera efectuada con el apoyo de los visigodos locales sólo después de la caída de Narbona, ciudad goda antes de la conquista árabe.
Los Anales de Aniane y Crónica de Moissac indican que el ejército franco bajo Pipino comenzó la conquista del sur de Aquitania inmediatamente después de la caída de Narbona en 759, y por 760 Toulouse, Rodez (capital del Rouergue) y Albi habían caído en sus manos.

### 760–63
En 760, Pipino denunció la apropiación por parte de Waiofar de tierras de iglesia y se preparó para marchar contra él. Ignorando la petición de paz de Waiofar, Pipino invadió Berry y Auvernia y asoló "una gran parte de Aquitania" (maximam partem Aquitaniae). En 761, Waiofar respondió ordenado al conde Chunibert de Bourges y al conde Blandinus de Auvernia, sus seguidores que controlaban las fronteras nororientales, que reunieran fuerzas para atacar Chalon-sur-Saône. Este ejército probablemente estaba formado en su mayoría por levas locales, ya que no se menciona la presencia de gascones (vascos). Los Gascones (o vascos, latín Vascones), cuya presencia, por otra parte, el continuador de la Crónica de Fredegar es escrupuloso en mencionar, eran reclutados en Gascuña y servían como núcleo profesional en el ejército de Waiofar. En la campaña que prosiguió, Borgoña fue saqueada, pero Pipino hizo retroceder a los invasores y tomó las fortalezas de Bourbon, Chantelle y Clermont en Auvernia, forzando al Conde Blandinus a rendirse. La guarnición de Bourbon fue descrita por el continuador de Fredegar como los "hombres de Waiofar" (homines Waiofarii). Al final de esta campaña, Pipino consiguió el control permanente de muchas fortalezas de Auvernia por el tratado.
En 762, Pepin invadió Berry y Poitou. Capturó Bourges, forzando la rendición del conde Cuniberto, después de un largo asedio en la que se levantaron murallas para ubicar máquinas de sitio. Thouars cayó ese mismo año, y los condes de Poitiers se sometieron a Pipino. Los Annales Laurissenses maiores registran que muchos Gascones seguidores de los condes de Bourges y Poitiers fueron capturados y llevados a Neustria.
En 762, el primo de Waiofar, conde de Mantio, con una hueste gascona, emboscó a una fuerza carolingia en las cercanías de Narbona. Sus hombres desmontaron y esperaron, pero en la batalla subsiguiente fueron derrotados. Mantio y su grupo resultaron muertos y los gascones huyeron a pie, mientras los carolingios tomaron sus caballos como botín.

### 763–66
En 763, Waiofar ofreció su sumisión a Pipino si recibiera Bourges y otras ciudades aquitanas a cambio de  "cualquier tributo y regalos (tributa uel munera) que los reyes francos acostumbraran a recibir de la provincia de Aquitania". No obtuvo nada y Pipino entró hasta el corazón de Aquitania, alcanzando Lemosin y Quercy.  En 764, el rey franco celebró un Mayfeld, la asamblea anual franca, en la ciudad de Worms. Waiofar y el Duque Tasilón III de Baviera asistieron.
Según el continuador de Fredegar, Waiofar se opuso a Pipino "con un ejército grande y muchos Vascones [Gascons] del otro lado del Garona, que en la antigüedad eran llamados Vaceti [vascos]" en 765. El "gran ejército" y la "gran leva" de Gascones pueden haber sido fuerzas distintas reunidas para esta campaña. En 764, el Conde Chilping de los Auvernios había liderado una combinación de levas locales y soldados gascones tomados de la guarnición de Clermont.
Entre 763 y 766, Waiofar retiró a sus guarniciones de las ciudades (civitates) de Poitiers, Limoges, Saintes, Périgueux y Angulema. La mayoría de estas fortificaciones fue restaurada después de que las ciudades fueran ocupadas por Pipino. Archibald Lewis cree que fue Pipino el que destruyó las murallas después de haber conquistado las ciudades si juzgó que no las podía conservar.  Su interpretación es contradicha por Bernard Bachrach, que cree que fue Waiofar el que, antes de abandonar sus ciudades, destruyó sus defensas y murallas para evitar que Pipino las utilizara en su contra.
Esta fase final de la guerra estuvo marcada por una brutalidad creciente, y los cronistas registran que Pipino quemó villas, destrozó viñedos y despobló monasterios.  Durante este periodo (763–66) la fortaleza de Berry estuvo defendida por una guarnición franca.

## Pérdida del poder y muerte
En 766 la mayoría de los seguidores de Waiofar le habían abandonado, pero la guerra en Aquitania no acabó ni con su muerte, poco antes de la de Pipino, en 768. La fase activa final de la guerra entre ambos (766–67) se luchó principalmente en el Périgord, el Angoumois y el Bordelais, todas regiones cercanas a Gasconia que, si bien no gobernadas directamente por Waiofar estaban bajo su control o eran sus aliadas. Los cronistas narran como Pipino destruyó fortalezas y ciudades, castella y civitates, y devastó los campos hasta que " no quedó colono para trabajar la tierra" (nullus colonus terram anuncio laborandam). En torno a esta época, Pipino derrotó a los Gascones en batalla.
En 768, el anterior conde de Bourges, Blandinus, se sometió a Pipino. La mayoría de la familia de Waiofar  fue capturada y ejecutada en el bosque de Périgord.  Waiofar fue asesinado por sus hombres, presuntamente instigados por Pipino. Un pariente, quizás su hijo, Hunaldo II, le sucedió en sus reclamaciones sobre Aquitania y continuó luchando contra el sucesor de Pipino, Carlos.

## Gobierno en Aquitania
Hay un diploma emitido por Waiofar preservado en el cartulario de la basílica de San Julián en Brioude. Titulándose él y a su predecesor, Hunaldo, "príncipes" (principes), Waiofar concedió una villa a un Gedeon como precarium de por vida a cambio de otra villa y dos libras de plata. El diploma data de en torno a  756-57 («en el mes de septiembre en el 12 año de señor Waifarius, príncipe») en Limaña («en pago limanico»). Waiofar puede haber estado copiando la política de su rival Pipino de 743–44, cuando este ordenó a sus seguidores que habían recibido tierras de la iglesia que las devolvieran a la iglesia, hicieran un pago (cens) y la recibieran de nuevo como precaria verbo regis ("por la palabra del rey") de la iglesia. Creando precaria, Waiofar podría reclutar hombres y tropas para defender Aquitania de la guerra con Pipino. El continuator de Fredegar registra como Waiofar confiscó tierras de la iglesia y las distribuyó entre sus seguidores.
Según Adémar de Chabannes, que escribió 250 años más tarde, Pipino concedió dos villas a los cánones de la abadía de San Marcial y la catedral de San Étienne en Limoges durante sus guerras con Waiofar.
Aunque sabemos mucho de las guerras de Waiofar  con Pipino el Breve, sabemos poco de su administración de Aquitania. Usó condes (latín comites, singular comes) para gobernar ciudades importantes (civitates, sing. civitas) a la manera franca. Al menos Bourges, Poitiers y Auvernia tuvieron condes aquitanos. En el caso de Thouars, que era simplemente un castillo (castra), se nombró un conde para comandar la guarnición (custodes).
Archibald Lewis sugiere que la abundancia de tropas Gasconas (vascas) entre Waiofar provendría de una alianza no escrita con Lope II de Vasconia; del mismo modo, sugiere que Pipino formó una con los godos de Septimania después de su conquista de Narbona.
El tío de Waiofar, Remistanius, pese a que no estaba al servicio del duque, era bastante rico para formar un ejército y asediar varias guarniciones Carolingias. En 765, Pipino sobornó a Remistanius con oro, plata, tela, caballos y armas que cambiara de bando. Le nombró gobernador de la mitad oriental de Bourges hasta el río Cher y le concedió el control de la ciudadela. Por la época, Cuniberto, que había servido como conde de Bourges bajo Waiofar hasta que Pipino conquistó la ciudad en 762, volvía a servir como conde, esta vez con Pipino.

## Lectura complementaria
- Rouche, Michel (1979). L'Aquitaine des Wisigoths aux Arabes, 418–781: Naissance d'une région. París: Ediciones Jean Touzot.

| Predecesor: Hunaldo I | Duque de Aquitania 745 – 768 | Sucesor: Hunaldo II |
| Predecesor: Hunaldo I | Duque de Vasconia 745 – 768  | Sucesor: Hunaldo II |

- Datos: Q728283